# Hôtel particulier au 8, place du Général-Mellinet de Nantes
L'hôtel est un hôtel particulier bâti entre 1828 et 1856, situé au no 8 de la place Général-Mellinet, dans le quartier Dervallières - Zola de Nantes, en France. L'immeuble a été inscrit au titre des monuments historiques en 1988.

## Historique
L'hôtel particulier est la résidence successive du liquoriste Jean Gaudais, de l'industriel Alfred Chessé (gendre de l'industriel conserveur Charles Georges Philippe) puis de l'industriel conserveur Maurice Amieux.
Le bâtiment est inscrit au titre des monuments historiques par arrêté du 24 octobre 1988.

## Architecture

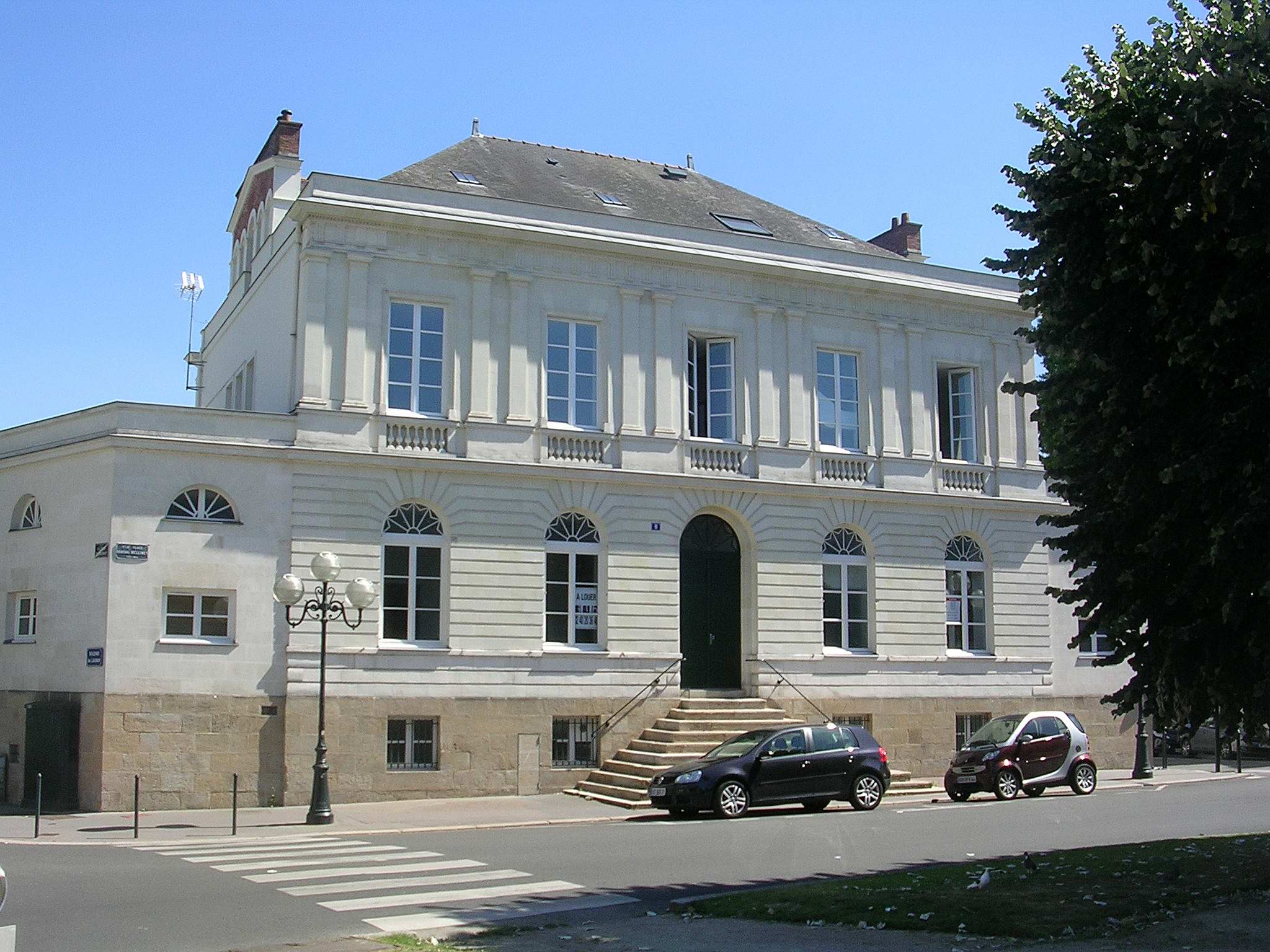